# Trolejbusová doprava v Solingenu

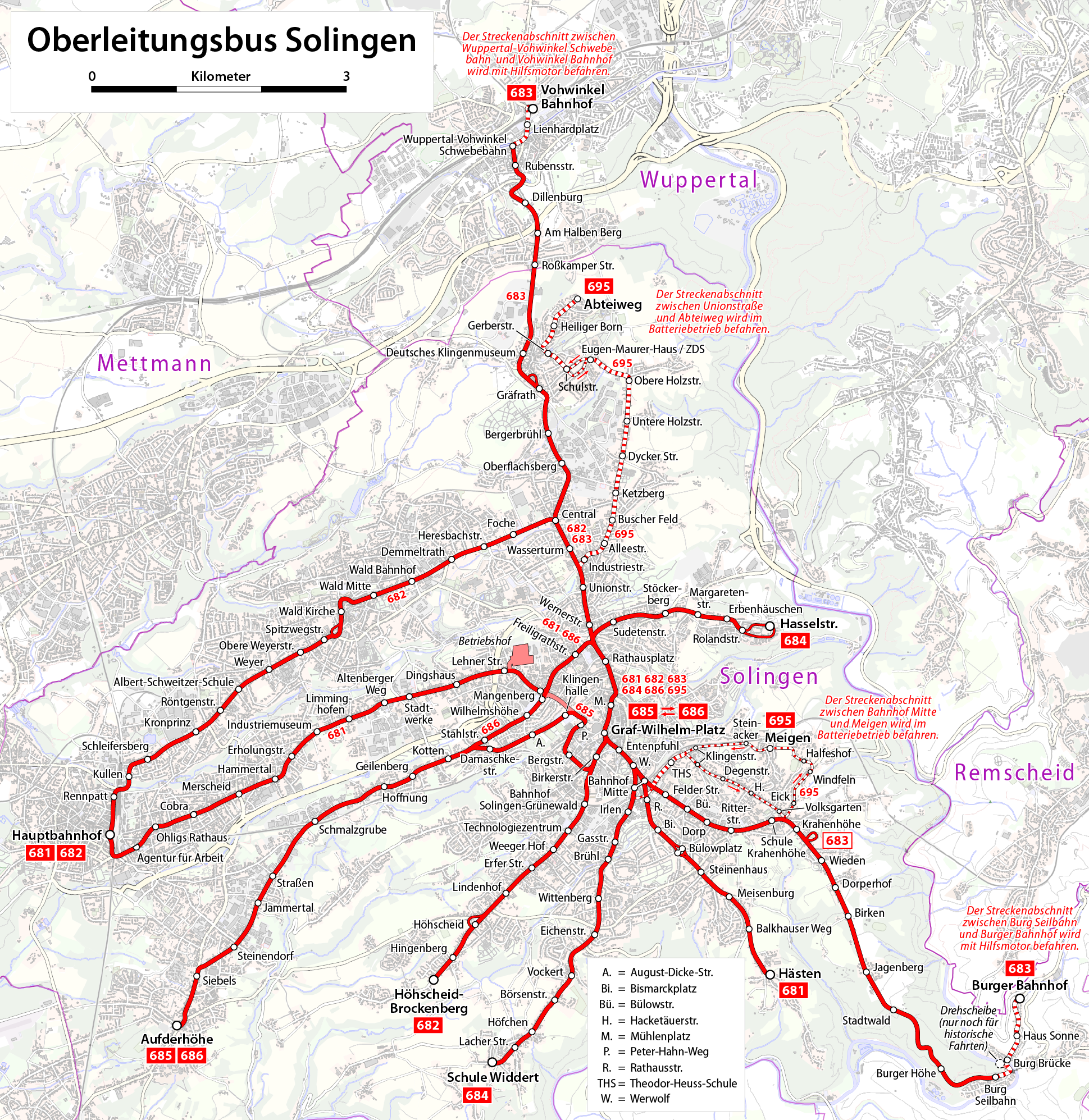
Schéma trolejbusové sítě v Solingenu (stav 2010)

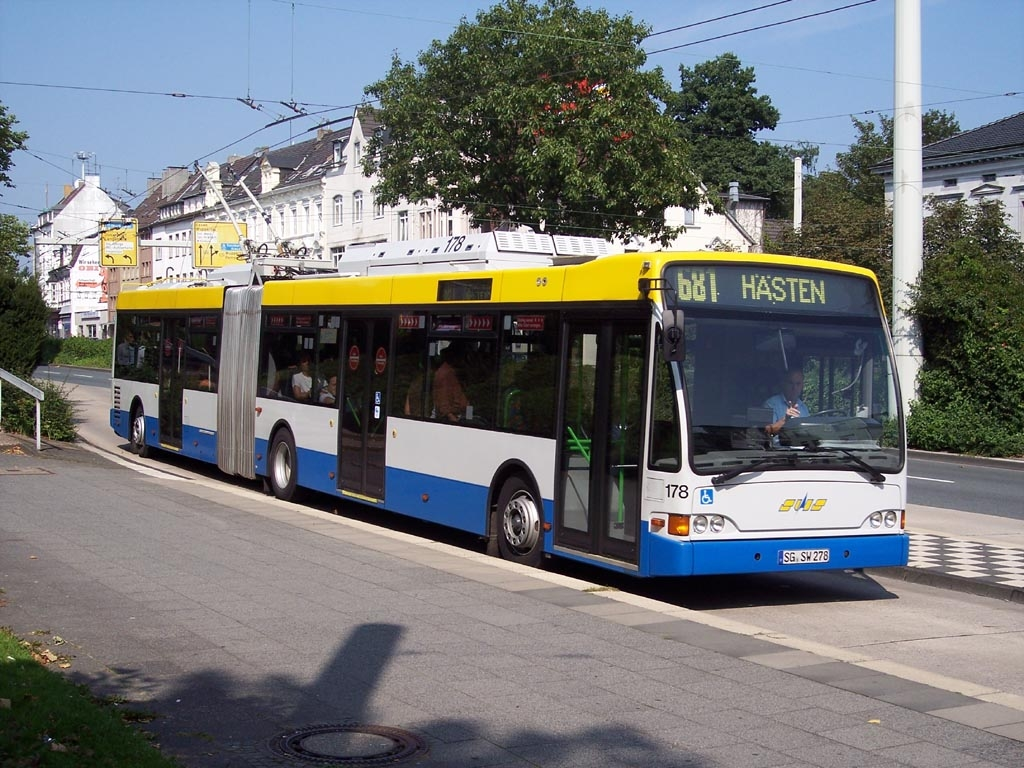
Kloubový trolejbus Berkhof Premiere AT 18 v solingenských barvách

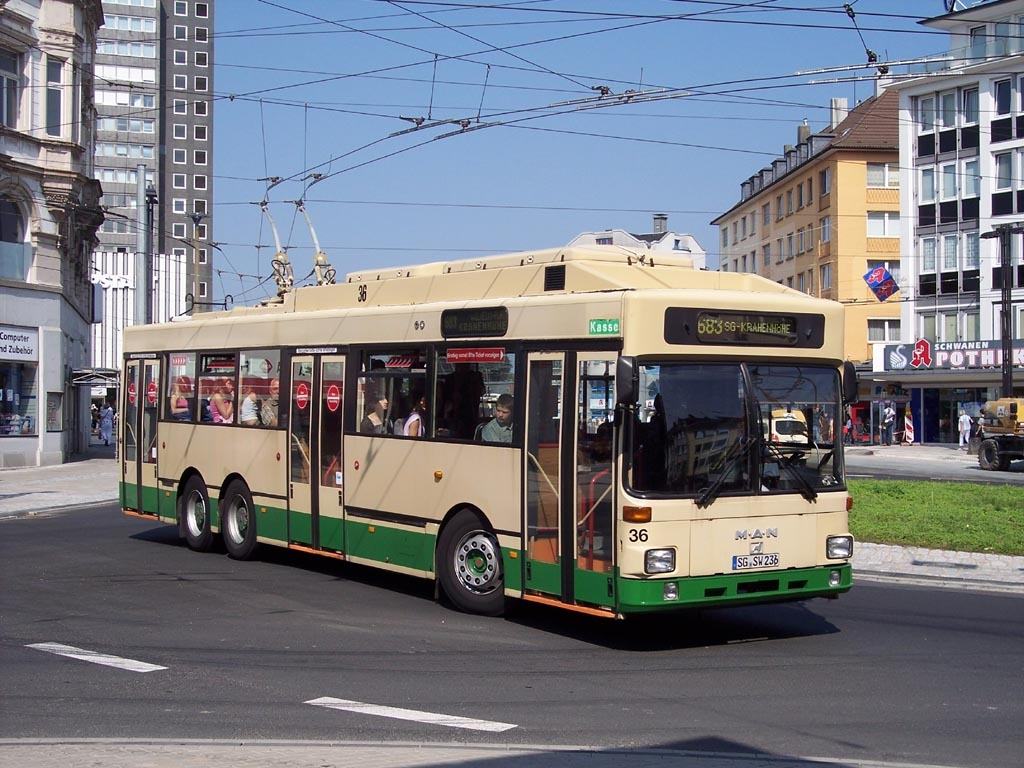
Solingenský trolejbus MAN SL 172 HO

Německé město Solingen, nacházející se ve spolkové zemi Severní Porýní-Vestfálsko, provozuje od roku 1952 vlastní trolejbusovou dopravu. Místní trolejbusová síť je se šesti linkami největší v Německu.

## Historie
První trolejbusy vyjely do solingenských ulic 19. června 1952. Důvodem pro zavedení elektrické nekolejové trakce byla zastaralost a zchátralost místního tramvajového provozu, který velmi utrpěl za druhé světové války. První trolejbusová linka vedla z náměstí Graf-Wilhelm-Platz přes Merscheid k železničnímu nádraží Ohlings. Postupně, jak byly rušeny tramvajové tratě, se trolejbusová síť postupně rozrůstala o další úseky. Tramvaje jezdily v Solingenu do 1. prosince 1959, kdy byl zahájen provoz na, po dlouhou dobu poslední, nové trati, která nahradila poslední tramvajový úsek. O tohoto data byly v Solingenu v provozu čtyři trolejbusové linky, které vedly po téměř stejných trasách jako tramvaje.
V roce 1980 byl založen dopravní svaz Verkehrsverbund Rhein – Ruhr, který začal koordinovat MHD a příměstskou dopravu v oblasti Porýní a Porúří. Trolejbusové linky v Solingenu tak byly přečíslovány přidáním dvojčíslí 68 před původní číslo linky.
V roce 1982 byla solingenská trolejbusová síť rozšířena (poprvé od roku 1959) o krátký koncový úsek do konečné zastávky Hasselstrasse (cca 800 m) a kratší novou trať z centra města (od zastávky Schlagbaum) do Brockenbergu.
Další a dosud poslední nové tratě byly zprovozněny v roce 1993 (zároveň byly uvedeny do provozu dvě nové trolejbusové linky). Šlo o krátký úsek Mangenberg – Kotten a dlouhou trať Birker Strasse – Kotten – Aufderhöhe.
V polovině 90. let 20. století se uvažovalo o zrušení trolejbusového provozu a jeho nahrazení autobusy, tato akce ale uskutečněna nebyla.
V současnosti jezdí trolejbusy v Solingenu na šesti linkách, označených čísly 681 – 686.

## Trolejbusová točna

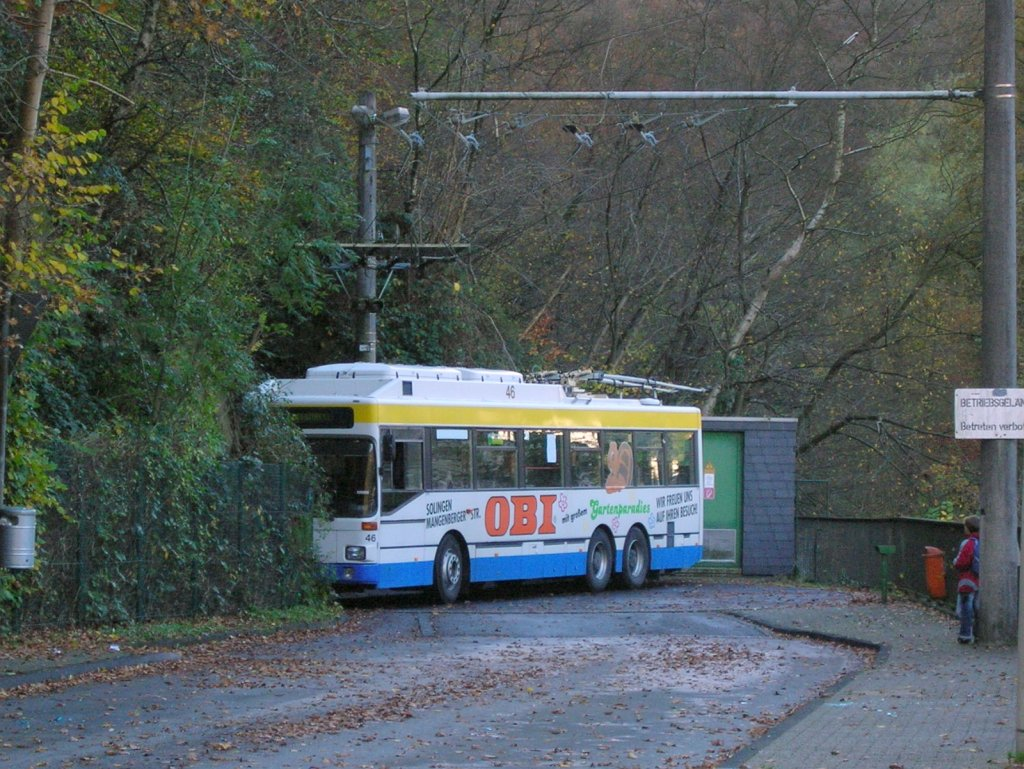
Trolejbusová točna v Solingenu

Velkou zajímavostí solingenského trolejbusového provozu je točna na konečné linky č. 683 Burg Brücke. Také sem původně vedla tramvajová linka, která byla v roce 1959 nahrazena trolejbusovou. Kvůli stísněným podmínkám nemohla být v konečné stanici Burg Brücke vybudována klasická smyčka. Proto bylo přistoupeno k velmi neobvyklému řešení v podobě točny, kterou pohání elektromotor o výkonu 3 kW. Točna byla v 80. letech rekonstruována a roku 2009 byl na ní zastaven provoz. Točna stojí dodnes jako místní rarita, patří muzeu.

## Vozový park
V průběhu let se v Solingenu vystřídalo několik typů trolejbusů, v současnosti je v provozu celkem 49 vozidel tří různých výrobců. 14 vozů je standardních typu MAN SL 172 HO (vyrobeny v letech 1986 a 1987), ostatní trolejbusy jsou moderní nízkopodlažní kloubová vozidla typů Van Hool AG 300 T a Berkhof Premiere AT 18 (všechny vozy vyrobeny na začátku 21. století).

## Muzeum
V Solingenu se také nachází trolejbusové muzeum, které kromě čtyř místních trolejbusů vlastní i několik autobusů, autobusových vleků a speciálních vozidel.